# Мехонська сільська рада
Мехо́нська сільська рада (рос. Мехонский сельский совет) — сільське поселення у складі Шатровського району Курганської області Росії.
Адміністративний центр — село Мехонське.
Населення сільського поселення становить 1947 осіб (2017; 2252 у 2010, 2696 у 2002).

## Склад
До складу сільського поселення входять:
| Населений пункт           | Населення, осіб (2002) | Населення, осіб (2010) |
| ------------------------- | ---------------------- | ---------------------- |
| Ближня Кубасова, присілок | 136                    | 98                     |
| Ганичева, присілок        | 154                    | 103                    |
| Ленська, присілок         | 326                    | 267                    |
| Мехонське, село           | 1848                   | 1595                   |
| Ударник, присілок         | 24                     | 27                     |
| Усольцева, присілок       | 208                    | 162                    |